# Ministerio Noruego de Defensa
El Real Ministerio Noruego de Defensa (en noruego: Forsvarsdepartementet) es un ministerio del gobierno noruego a cargo de la formación e implementación de la seguridad nacional y la política de defensa de Noruega. También se encarga del control y manejo general de las actividades de agencias subordinadas. 
Fue dirigido por la ministra de Defensa Anne Grete Strøm Erichsen desde 2005 al 2013, y por Ine Marie Eriksen desde 2013 al presente.

## Tareas básicas
- Análisis estratégico, investigación y desarrollo
- El desarrollo de políticas a largo plazo incluyendo futuros conceptos estratégicos y doctrinas
- Perspectiva y planificación estructural
- Manejo general de agencias, actividades durante el año presupuestario
- Política operacional, planificación y manejo a nivel estratégico
- Planificación de emergencias, política y manejo a nivel estratégico
- Manejo de crisis
- Desarrollo e implementación de políticas de seguridad tanto nacional como internacionalmente
- Cooperación de defensa con países aliados
- Información, comunicación y relaciones con la prensa
- Desarrollo organizacional
- Seguridad preventiva a nivel estratégico
- Preguntas legales
- Auditoría y control interno
- Administración interna

## Departamentos
- Departamento de Personal y Servicios Generales
- Departamento de Política de Seguridad
- Departamento de Operaciones y Planificación de Emergencias
- Departamento de Política de Defensa y Planificación a Largo Plazo
- Departamento de Finanzas y Manejo
- Estado Mayor Conjunto

## Agencias subordinadas
- Fuerzas Armadas de Noruega
- Autoridad de Seguridad Nacional